# 7 Fechas
7 Fechas fue una revista gráfica, de tirada semanal, publicada en España entre 1949 y 1977. Perteneciente a la llamada Prensa del «Movimiento», llegaría a distribuirse en el exterior destinada a los emigrantes españoles.

## Historia
Fundada por Lucio del Álamo Urrutia —quien además sería su primer director—, la revista nació en 1949 como un semanario gráfico editado por la Delegación Nacional de Prensa y Radio de FET y de las JONS. Inicialmente tuvo su redacción y talleres en la madrileña calle Larra, junto al diario Arriba. Posteriormente se trasladó al 142 de la avenida del Generalísimo. 
En sus primeros años fue una publicación con contenido ligero, si bien a partir de 1966 empezó a introducir en menor medida contenido de carácter político —llegando incluso a recibir sanciones por determinados artículos—. Editaba suplementos especiales dedicados a las temporadas de primavera, verano, otoño y Navidad, con reportajes temáticos. 
Fuera de España la revista dispuso de una edición para Alemania, destinada a los emigrantes españoles que se encontraban allí. Las suscripciones corrían a cargo del Instituto Español de Emigración (IEE). Con el tiempo 7 Fechas llegaría a ocupar el espacio de la revista falangista Fotos, desaparecida en la década de 1960
Desde 1975 la Secretaría general del «Movimiento» dejó de publicar la edición nacional de 7 Fechas, y al año siguiente la revista —que ya sólo editaba la edición internacional— quedó a cargo del Instituto Español de Emigración tras firmarse un contrato con la Delegación Nacional de Prensa y Radio. Continuó editándose hasta su definitiva desaparición en 1977. Para esas fechas tenía una tirada media de 25000 ejemplares.
Entre sus colaboradores destacan, entre otros, Lucio del Álamo Urrutia, Antonio Valencia Remón, Antonio Fraguas, Ángel Menéndez Menéndez o Julio Trenas.